# Flugplatz Saint-Omer-Wizernes

i7
i11
i13
Der Flugplatz Saint-Omer-Wizernes (französisch: Aérodrome de Saint-Omer-Wizernes, ICAO-Code: LFQN) war einer der ersten Flugplätze Frankreichs. Er liegt in der heutigen Region Hauts-de-France im Département Pas-de-Calais im Süden des Gemeindegebiets von Longuenesse, etwa drei Kilometer südwestlich von Saint-Omer bzw. zwei Kilometer nordöstlich von Wizernes auf dem Plateau des Bruyeres. 
Heute dient er der Allgemeinen Luftfahrt. Während beider Weltkriege wurde der Flugplatz als Militärflugplatz genutzt. Heute ist er der einzige Flugplatz im Raum Saint-Omer, während der Weltkriege gab es weitere Flugfelder in der Gegend, siehe unten unter „Sonstiges“.

## Geschichte
Die Fliegerei auf dem Flugplatz Wizernes begann 1911, als Louis Schreck, ein Konstrukteur von Wasserflugzeugen, hier mit seinem Partner Louis Gaudart eine Flugzeugfabrik gründete. Letzterer kam bereits zwei Jahre später bei einer Flugvorführung in Monaco ums Leben.
Ab 1916 diente der Werksflugplatz während des Ersten Weltkriegs dem britischen Royal Flying Corps als Feldflugplatz im Rahmen der Kämpfe im Raum Artois. Bis zu 4000 Briten war hier stationiert. Die 1916 aufgestellte 41. Squadron der heutigen Royal Air Force lag 1916 einige Zeit in Wizernes, ihr Verbandsabzeichen ist das "Kreuz von Saint-Omer". Ein 2004 eingeweihtes Denkmal erinnert an diese Periode.
Nach Ausbruch des Zweiten Weltkriegs traf die Armée de l’Air in Wizernes ein und nutzte den Flugplatz insbesondere als Basis von Luftaufklärungsgruppen.
Nach der Besetzung Frankreichs durch die deutsche Wehrmacht kam der Platz im Frühsommer 1940 unter die Verwaltung der Luftwaffe, für die er ausgebaut wurde. Unter anderem entstand eine befestigte Start- und Landebahn sowie einige Hangars.
Als erstes lag die I. Gruppe des Jagdgeschwaders 20 (I./JG 20) zweimal im Juni 1940 für jeweils einige Tage in Wizernes. Anschließend kam für die Luftschlacht um England die I. Gruppe des Jagdgeschwaders 3 (I./JG 3) Ende September 1940 mit ihren Messerschmitt Bf 109E nach Wizernes, wo sie bis Mitte Februar 1941 blieb. Zu diesem Zeitpunkt ersetzte sie die III. Gruppe des Jagdgeschwaders 51 (III./JG 51), ausgerüstet mit der Bf 109F, die bis Ende Mai 1941 in Wizernes stationiert war. Mit der 1. Staffel der Nahaufklärungsgruppe 13 (1.(H)/13) lag zwischen Juni 1940 und April 1941 daneben auch eine Aufklärungseinheit im Wizernes.
Im Juni 1941 wurde Saint-Omer Süd, wie der Platz von der Luftwaffe auch bezeichnet wurde, Heimat der Focke-Wulf Fw 190A des Stabs des Jagdgeschwaders 26 (Stab/JG 26), der hier bis Januar 1943 stationiert blieb. Der seinerzeitige Geschwaderkommodore Adolf Galland traf hier seinen ebenso bekannten Gegner Douglas Bader, der kurz zuvor über Frankreich aus seiner Supermarine Spitfire aussteigen musste. Später lag das Gros der I. Gruppe des JG 26 (I./JG 26) zwischen Ende September 1942 bis Ende Januar 1943 in Wizernes. Hinzu kam zeitweise auch noch die 10. Staffel (10./JG 26).
Ab Herbst 1942 wurde der Flugplatz mehrfach Ziel alliierter Luftangriffe durch die United States Army Air Forces und im Frühjahr 1944 durch die Deutschen selbst unbrauchbar gemacht.
Das heutige zivile Aérodrome de Saint-Omer wurde 1956 durch den örtlichen Aeroclub gegründet.

## Sonstiges
Wie oben erwähnt gab es während der Kriege weitere Flugplätze im Raum Saint-Omer.

### Flugplatz Saint-Omer-Clairmarais
Das Aérodrome de Clairmarais lag vier Kilometer nordöstlich von St. Omer und zirka ein Kilometer östlich der Gemeinde Arques.
Das Gelände wurde im Ersten Weltkrieg durch verschiedene Squadrons des Royal Flying Corps genutzt. Es besaß zwei Abstellflächen, die Clairmarais Forest und Clairmarais North, beidseits der heutigen D209 gelegen, genannt wurden.
Im Juli 1940 wurde Claimarais von der deutschen Luftwaffe reaktiviert und ausgebaut. Hierfür entstand unter anderem eine befestigte Rollbahn. Aufgrund der schlechten Drainage des Bodens der südlich parallel zur heutigen D209 gelegenen Gras-Start- und Landebahn wurde der Platz jedoch wenig durch die Deutschen genutzt.
Die I. Gruppe des JG 51 (I./JG 51) hatte Clairmarais für wenige Tage allerdings bereits im Juni 1940 mit ihren Bf 109E genutzt. Im folgenden Jahr lag hier zwischen Anfang Juni und Mitte November 1941 die I. Gruppe des JG 26 (I./JG 26) mit ihren anfangs ebenfalls Bf 109E und später Bf 109F. Die 1. Staffel verlegte im Oktober 1942 nochmals für zwei Wochen nach Clairmarais.

### Flugplatz Saint-Omer-Arques-Fort Rouge
Das Aérodrome de Saint-Omer-Arques-Fort Rouge (später Advanced Landing Ground ALG B-43) lag fünf Kilometer ostsüdöstlich von St. Omer und zirka ein Kilometer östlich der Gemeinde Arques.
Es entstand im Frühjahr 1940 als Stützpunkt der französischen Luftstreitkräfte und wurde nach dem Waffenstillstand im Juni 1940 von der deutschen Luftwaffe weitergenutzt, für die unter anderem eine umlaufende Rollbahn sowie eine 650 m lange und 40 m breite Start- und Landebahn in zirka Ost-West-Richtung südlich der heutigen D211 entstand.
Während der Luftschlacht um England lag auf dem von den Deutschen auch als St. Omer Barley-Arques bezeichneten Aérodrome von Juni bis Dezember 1940 ein Teil der III. Gruppe des Zerstörergeschwaders 26 (III./ZG 26), ausgerüstet mit Messerschmitt Bf 110D. Parallel hierzu lag die I. Gruppe des JG 20 (I./JG 20) ab Ende Juni 1940 bis zu ihrer Umbenennung in III. Gruppe des JG 51 (III./JG 51) Anfang Juli in Arques, wo sie bis Ende November 1940 blieb.

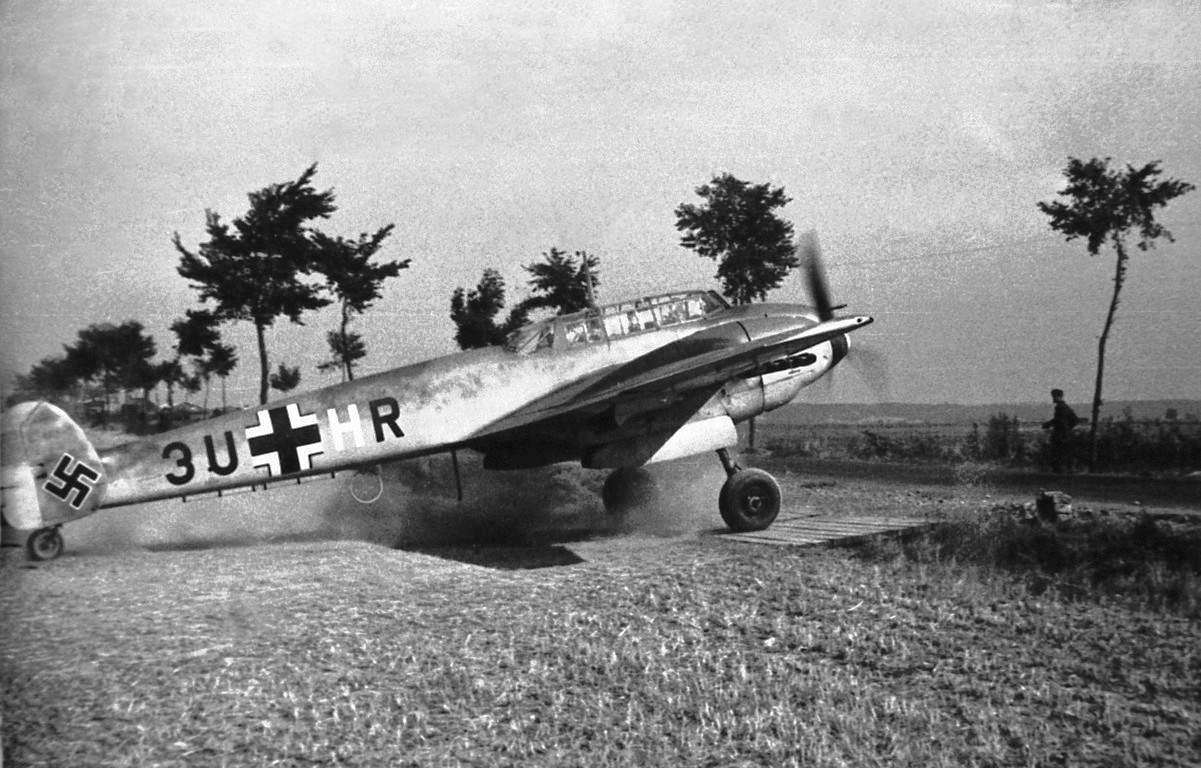
Messerschmitt Bf 110 C, 7./ZG 26, Kanalfront, St. Omer Barley-Arques, Juni bis Nov. 1940

Später flog die I. Gruppe des JG 26 (I./JG 26) zwischen Mitte November 1941 bis Ende September 1942 mit ihren anfangs Bf 109F und später Fw 190A von Arques. Hinzu kam im Frühjahr 1942 auch noch die 10. Staffel (10./JG26).
Ab Frühjahr 1943 wurde auch dieser Flugplatz mehrfach Ziel alliierter Luftangriffe durch die United States Army Air Forces und ebenfalls im Frühjahr 1944 durch die Deutschen selbst unbrauchbar gemacht.

### Flugplatz Saint-Omer-Le-Nieppe
Das vierte fliegerisch genutzte Areal im Raum Saint-Omer lag zwischen der Abtei Woestyne (und der heutigen Bonduelle-Fabrik) und dem Weiler Le Nieppe, nördlich der heutigen D933, etwa drei Kilometer östlich des damaligen Flugplatzes in Arques.
Das Gelände diente der Luftwaffe während der Luftschlacht um England als Feldflugplatz. Ein Nutzer war die 1. Staffel der (Fern-)Aufklärungsgruppe 22 (1.(F)/22), die mit Dornier Do 17 und Bf 110 ausgerüstet war, und zwischen Juni 1940 und März 1941 von hier aus operierte. Zwischen Ende Juni und Anfang September 1940 lag hier daneben die 3. Staffel der (Fern-)Aufklärungsgruppe 10 3.(F)/10.
Südlich des Geländes wurden im weiteren Kriegsverlauf V1-Abschussrampen errichtet.